# Selenyphantes longispinosus
Selenyphantes longispinosus är en spindelart som först beskrevs av O. Pickard-Cambridge 1896.  Selenyphantes longispinosus ingår i släktet Selenyphantes och familjen täckvävarspindlar. Inga underarter finns listade i Catalogue of Life.